# Horch

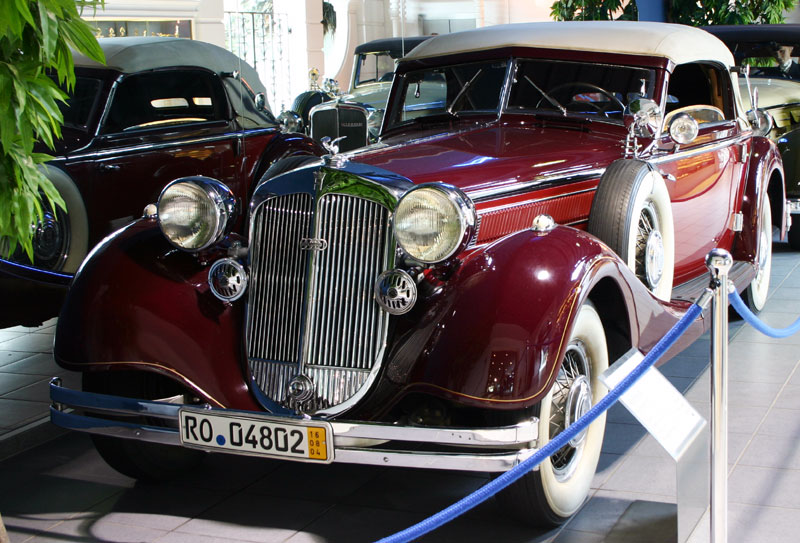
Horch 853 cabrio

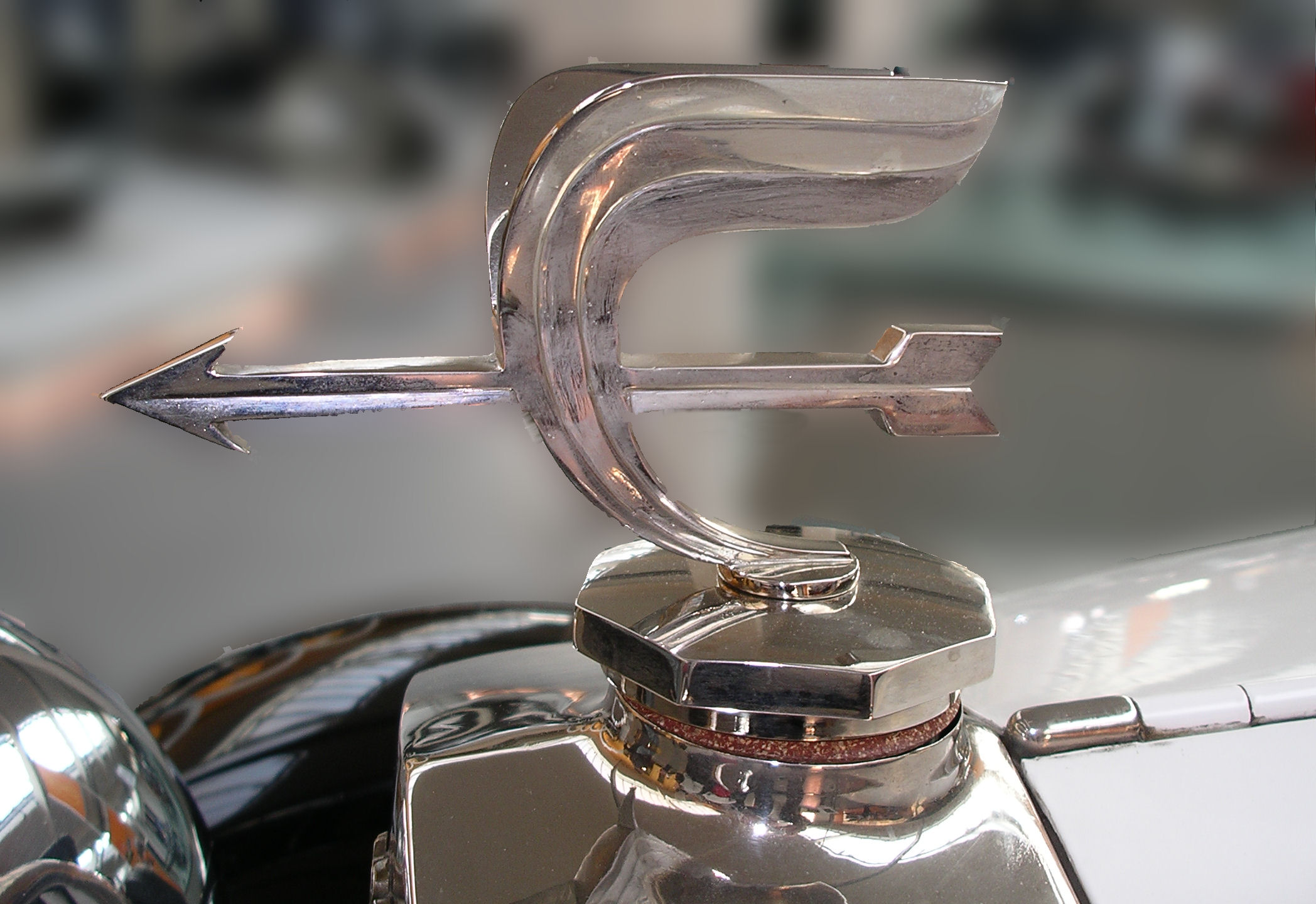
Emblém na víčku chladiče (raná verze)

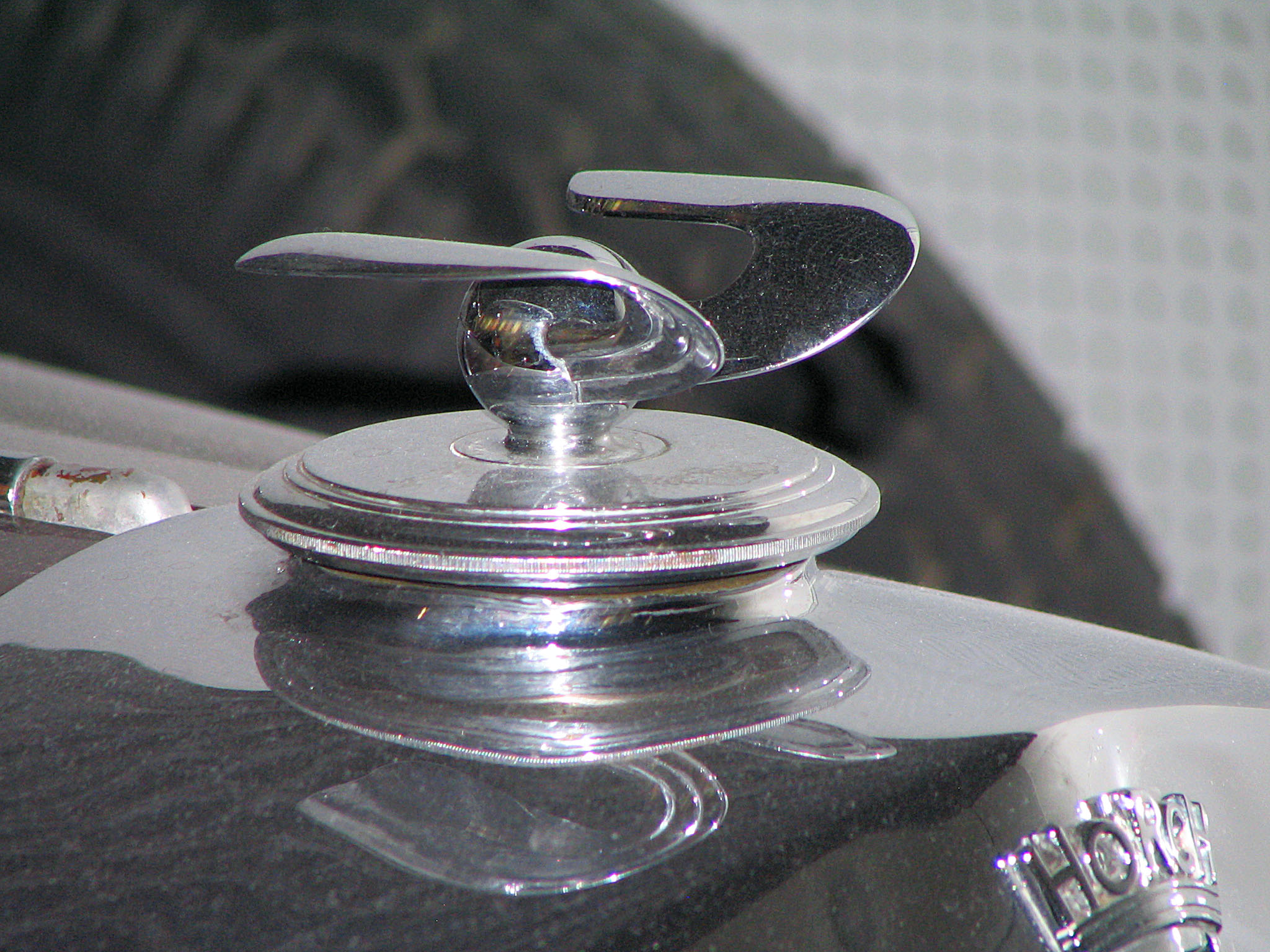
Pozdější verze emblému na chladiči modelu 830 z roku 1938

Horch byl jednou z mnoha německých předválečných automobilek, vyrábějících především kvalitní a luxusní vozy na vysoké technické úrovni.
August Horch po tříletém zaměstnání u Karla Benze založil roku 1899 v Ehrenfeldu v Kolíně nad Rýnem firmu A. Horch & Cie, jejíž první vůz opustil bránu továrny (bývalé konírny) o dva roky později. V roce 1902 firmu přestěhoval do Reichenbachu a dva roky nato do Zwickau.
Horch opustil svoji firmu roku 1909 a taktéž ve Zwickau založil firmu Audi (Audi Automobilwerke GmbH). 
Z podnětu největšího věřitele – Saské státní banky, došlo v roce 1932 ke spojení firem Audi, DKW, Wanderer a Horch do společnosti Auto Union AG se sídlem v Chemnitz. Za druhé světové války byly provozy firmy bombardováním těžce poškozeny. Po jejich obnově v tehdy vzniklé NDR se znárodněný podnik přejmenoval na VEB Kraftfahrzeug-und Motorenwerke Zwickau a převzal výrobu traktorů a jiných zemědělských strojů. Taktéž vyráběl automobil Sachsenring P 240. Později se závod sloučil s bývalými závody firmy Audi a pod názvem VEB Sachsenring Automobilwerk Zwickau vyráběl automobily Trabant.
V současnosti se ve městě Zwickau nachází Muzeum Augusta Horcha.

## Modely
| Typ                                     | Výroba    | Válců, typ | Objem         | Výkon          | Vmax         |
| --------------------------------------- | --------- | ---------- | ------------- | -------------- | ------------ |
| 4–15 PS                                 | 1900–1903 | 2, řad.    |               | 2,9-3,7 kW     | 60 km/h      |
| 10–16 PS                                | 1902–1904 | 2, řad.    |               | 7,4–8,8 kW     | 62 km/h      |
| 22–30 PS                                | 1903      | 4, řad.    | 2725 cm³      | 16,2–18,4 kW   |              |
| 14–20 PS                                | 1905–1910 | 4, řad.    | 2270 cm³      | 10,3–12,5 kW   |              |
| 18/25 PS                                | 1904–1909 | 4, řad.    | 2725 cm³      | 16,2 kW        |              |
| 23/50 PS                                | 1905–1910 | 4, řad.    | 5800 cm³      | 29 kW          | 100 km/h     |
| 26/65 PS                                | 1907–1910 | 6, řad.    | 7800 cm³      | 44 kW          | 120 km/h     |
| 25/60 PS                                | 1909–1914 | 4, řad.    | 6395 cm³      | 40 kW          | 110 km/h     |
| 10/30 PS                                | 1910–1911 | 4, řad.    | 2660 cm³      | 18,4 kW        |              |
| K (12/30 PS)                            | 1910–1911 | 4, řad.    | 3177 cm³      | 20,6 kW        | 75 km/h      |
| 15/30 PS                                | 1910–1914 | 4, řad.    | 2608 cm³      | 22 kW          | 80 km/h      |
| H (17/45 PS)                            | 1910–1919 | 4, řad.    | 4240 cm³      | 33 kW          |              |
| 6/18 PS                                 | 1911–1920 | 4, řad.    | 1588 cm³      | 13,2 kW        |              |
| 8/24 PS                                 | 1911–1922 | 4, řad.    | 2080 cm³      | 17,6 kW        | 70 km/h      |
| O (14/40 PS)                            | 1912–1922 | 4, řad.    | 3560 cm³      | 29 kW          | 90 km/h      |
| Pony (5/14 PS)                          | 1914      | 4, řad.    | 1300 cm³      | 11 kW          |              |
| 25/60 PS                                | 1914–1920 | 4, řad.    | 6395 cm³      | 44 kW          | 110 km/h     |
| 18/50 PS                                | 1914–1922 | 4, řad.    | 4710 cm³      | 40 kW (55 k)   | 100 km/h     |
| S (33/80 PS)                            | 1914–1922 | 4, řad.    | 8494 cm³      | 59 kW          |              |
| 10 M 20 (10/35 PS)                      | 1922–1924 | 4, řad.    | 2612 cm³      | 25,7 kW        | 80 km/h      |
| 10 M 25 (10/50 PS)                      | 1924–1926 | 4, řad.    | 2612 cm³      | 37 kW          | 95 km/h      |
| 8 Typ 303/304 (12/60 PS)                | 1926–1927 | 8, řad.    | 3132 cm³      | 44 kW          | 100 km/h     |
| 8 Typ 305/306 (13/65 PS)                | 1927–1928 | 8, řad.    | 3378 cm³      | 48 kW          | 100 km/h     |
| 8 Typ 350/375/400/405 (16/80 PS)        | 1928–1931 | 8, řad.    | 3950 cm³      | 59 kW          | 100 km/h     |
| 8 3 ltr. Typ 430                        | 1931–1932 | 8, řad.    | 3009–3137 cm³ | 48 kW (65 k)   | 100 km/h     |
| 8 4 ltr. Typ 410/440/710                | 1931–1933 | 8, řad.    | 4014 cm³      | 59 kW (80 k)   | 100–110 km/h |
| 8 4,5 ltr. Typ 420/450/470/720/750/750B | 1931–1935 | 8, řad.    | 4517 cm³      | 66 kW (90 k)   | 115 km/h     |
| 8 5 ltr. Typ 480/500/500A/500B/780/780B | 1931–1935 | 8, řad.    | 4944 cm³      | 74 kW (100 k)  | 120–125 km/h |
| 12 6 ltr. Typ 600/670                   | 1931–1934 | 12, do V   | 6021 cm³      | 88 kW (120 k)  | 130–140 km/h |
| 830                                     | 1933–1934 | 8, do V    | 3004 cm³      | 51 kW (70 k)   | 110–115 km/h |
| 830B                                    | 1935      | 8, do V    | 3250 cm³      | 51 kW (70 k)   | 115 km/h     |
| 830Bk/830BL                             | 1935–1936 | 8, do V    | 3517 cm³      | 55 kW (75 k)   | 115–120 km/h |
| 850/850 Sport                           | 1935–1937 | 8, řad.    | 4944 cm³      | 74 kW (100 k)  | 125–130 km/h |
| 830BL/930V                              | 1937–1938 | 8, do V    | 3517 cm³      | 60 kW (82 k)   | 120–125 km/h |
| 830BL/930V                              | 1938–1940 | 8, do V    | 3823 cm³      | 67,6 kW (92 k) | 125–130 km/h |
| 851/853/853A/855/951/951A               | 1937–1940 | 8, řad.    | 4944 cm³      | 74 kW (100 k)  | 125–140 km/h |